# The Magic of Scheherazade
The Magic of Scheherazade es un videojuego para la Nintendo Entertainment System, lanzado por Culture Brain en 1989. Es la versión del videojuego de Famicom de 1987 Arabian Dream Scheherazade. El jugador intenta rescatar a la Princesa Scheherezade del brujo malvado Sabaron, que ha convocado al demonio Goragora para hacer su licitación. El juego fue innovador en su momento, incorporando elementos de aventura y estilos de rol.